# Mesosa rupta
Mesosa rupta är en skalbaggsart som först beskrevs av Francis Polkinghorne Pascoe 1862.  Mesosa rupta ingår i släktet Mesosa och familjen långhorningar.
Artens utbredningsområde är Laos. Inga underarter finns listade i Catalogue of Life.